# Argisti II
Argisti II va ser rei d'Urartu de l'any 713 aC al 680 aC.
Va succeir al seu pare Rusa I. Va fundar la ciutat d'Argixtiqinili, prop d'Ardjesh.
El 712 aC els assiris van sotmetre a Ambari, rei de Tabal, tributari d'Urartu. El 711 aC un altre tributari, Tarkhunazi, rei de Malatya es va haver de sotmetre a Assíria; el 710 aC ho va fer el rei Mutallu de Gurgum; el 707 aC el rei Mutallu de Kummukh (Commagena), homònim del rei de Gurgum però que no era el mateix, després de trencar amb els assiris i tornar a l'aliança d'Urartu va ser deposat per Sargon II.
Va estendre altra vegada la influència urartiana cap al país de Kauri (Kharput) i va rebre vassallatge d'Ukki o Ukkai (a les fonts del Khabur oriental). Els assiris van atacar Tumurri (Tmoriq) i Ukki que van tornar a l'obediència d'Assíria.
L'any 681 aC el rei Sennàquerib d'Assíria va morir assassinat pel seu fill Adad Ninlil, que, expulsat pel seu germà Assarhaddon, es va refugiar a Urartu. Adad Ninlil és esmentat a la Bíblia amb el nom d'Adramelec i diu la llegenda que ell va ser l'ancestre de la família senyorial armènia dels nakharark Arzerunis.
Va morir cap a l'any 680 aC i el va succeir el seu fill Rusa II.